# Pavel Wiener
Pavel Wiener (11. srpna 1956 Praha – 4. června 2021 Praha) byl český tyfloped zaměřený na prostorovou orientaci zrakově postižených. Je autorem nové metody výchovy prostorové orientace a několika publikací s touto tematikou. Řadu let vedl Institut rehabilitace zrakově postižených a stál za založením projektu Přátelská místa.

## Život a pracovní kariéra
Pavel Wiener vystudoval na Pedagogické fakultě Univerzity Karlovy obor speciální pedagogika - tyflopedie. Již v době studií se věnoval problematice prostorové orientace nevidomých, vedl kurzy pro později osleplé a vyučoval prostorovou orientaci v pražské škole pro nevidomé. Byl jedním z prvních zastánců používání dlouhé bílé hole u nás a již ve své diplomové práci v roce 1979 formuloval první ucelený systém výchovy k prostorové orientaci a samostatnému pohybu těžce zrakově postižených v ČR. Tato jeho práce vycházela na pokračování v časopise Zora.
Po absolvování vysoké školy nastoupil v roce 1979 jako vychovatel do základní školy pro nevidomé v Praze na Hradčanech, kde se zaměřil opět na tuto problematiku, ale setkal se s nepochopením a byl přeložen do základní školy pro slabozraké v Praze na Vinohradech. V roce 1982 ho postihl zákaz působení ve školství, protože jeho matka i manželka byly farářkami Církve Československé husitské, a tak dalších osm let pracoval jako sociální pracovník ve výrobním podniku SI META Praha. I v této době pokračoval ve své činnosti pro těžce zrakově postižené v rámci dlouhodobého výzkumu Ministerstva zdravotnictví - bezplatně, pouze za pomoci dobrovolníků.
V roce 1990 se stal vedoucím oddělení pedagogiky zrakově postižených na katedře speciální pedagogiky Pedagogické fakulty UK. V roce 1993 mu bylo uznáno autorství nové vyučovací metody výchovy prostorové orientace lege artis Ministerstvem školství, mládeže a tělovýchovy ČR a byl uznán jako profesionální instruktor pro tuto problematiku. Po změně vedení katedru v červnu 1993 opustil a působil až do podzimu 1994 jako nezávislý expert bez stálého pracovního poměru. Poté založil Školicí centrum základní rehabilitace zrakově postižených na Fakultě tělesné výchovy a sportu UK v Praze. Centrum připravovalo odborníky pro práci s těžce zrakově postiženými, zavádělo výchovu k prostorové orientaci do škol pro nevidomé a slabozraké žáky a zajišťovalo supervizi této činnosti.  Roku 2001 bylo toto pracoviště, stále vedené Wienerem,  převedeno pod Fakultu humanitních studií UK a změnilo název na Institut rehabilitace zrakově postižených. V roce 2006 udělilo Ministerstvo školství Pavlu Wienerovi medaili za dlouholetou vynikající práci, ale dva roky poté přestalo Institut dotovat. Přestože ho do své struktury převzala 1. lékařská fakulta UK, jiný zdroj financování se nenašel, což vedlo k jeho zániku v roce 2008.
Poslední aktivitou Pavla Wienera byl projekt Přátelská místa, který založil v roce 2009 ve spolupráci s Českým červeným křížem. Cílem projektu bylo vytvořit národní síť certifikovaných poskytovatelů služeb, u kterých by klienti, zákazníci či návštěvníci s nejrůznějšími typy omezení měli garanci profesionálního přístupu a přístupnosti služeb. Vedl ho až do své předčasné smrti společně se svou druhou manželkou Renatou Ruckou, kterou poznal, když jí jako nevidomé pomáhal s rehabilitací. Přátelská místa pořádají školení ve správné komunikaci s handicapovanými lidmi a seniory.

## Publikační, přednášková a propagační činnost
Pavel Wiener zpracoval osnovy učebního předmětu "Prostorová orientace zrakově postižených", které v roce 1998 vydalo MŠMT.
Napsal (sám nebo se spolupracovníky) několik knih, některé vyšly i v dalších vydáních:
- Prostorová orientace a samostatný pohyb zrakově postižených. 1986
- Praktická výchova zrakově postižených. 2006
- Terapie zrakového handicapu. 2006 (spolu s Renatou Ruckou)
- Základy komunikace se zrakově postiženými. 2007

Věnoval se i přednáškové činnosti, působil jako hostující profesor na univerzitě v Dortmundu a na Humboldtově univerzitě v Berlíně, příležitostně vystupoval v Česku i v zahraničí.
V letech 1990–1995 byl ředitelem Diakonie a misie Církve Československé husitské, zajímal se o zlepšení sociálních služeb. Měl také několik vystoupení v televizním pořadu Sváteční slovo.